# Леушиха
Леушиха — деревня в Родниковском районе Ивановской области. Входит в состав Филисовского сельского поселения.

## География
Находится в центральной части Ивановской области на расстоянии приблизительно 3 км на запад по прямой от районного центра города Родники.

## История
В 1872 году здесь (тогда деревня Нерехтского уезда Костромской губернии) было учтено 18 дворов, в 1907 году — 26. Ныне деревня имеет дачный характер.

## Население
Постоянное население составляло 115 человек (1872 год), 115 (1897), 148 (1907), 0 как в 2002 году, так и в 2010.